# Västergötlands runinskrifter 217
Vg 217 är en nu försvunnen medeltida ( s 1100-t) träbåge av trä i Rådene kyrka, Rådene socken och Skövde kommun.

## Inskriften
Translitterering av runraden:
[biriki ÷ birita ÷ batar ÷ ok ÷ akhi ÷ kyrþi kirkuh ÷ asur ÷ ok ÷ skuli ÷ ok ÷ þorþr ÷ ok ÷ ku͡nar ÷ i siua---sta ÷]
Normalisering till äldre fornsvenska:
Biargi Birita. Petr ok Aki gærði kirkiu. Assurr ok Skuli ok Þorðr ok Gunnarr i Sigva[ld]staðum.
Översättning till nusvenska:
Bärge (oss) Brigida. Peter och Åke gjorde kyrkan. Assur och Skule och Tord och Gunnar i Sjogerstad (deltogo i arbetet).
På den gamla kyrkogården finns runristad gravsten Vg 93 med inskrift: "Rane lät göra denna sten efter Peter, sin fader". Peter kan vara samma Peter, som gjorde kyrkan.